# Manchu-tungusiske sprog
manchu-tungusiske sprog eller den tungusiske sprogfamilie er en sprogfamilie som tales af manchu-tungusiske folk. Sprogene er udbredt i Mongoliet, det østlige Sibirien og i Manchuriet. Mange manchu-tungusiske sprog er truede, og på længere sigt er fremtiden for hele sprogfamilien usikker. Lingvister er uenige om klassificeringen af de tungusiske sprog. De fleste anser dem som en del af gruppen altaiske sprog, sammen med mongolske sprog og tyrkiske sprog. Andre har foreslået en makro-altaisk sprogfamilie, som også omfatter koreansk og japansk. En tredje gruppe lingvister anser de altaiske sprog som en sprogbundt og ikke en sprogfamilie.